# Режими руху подрібнювальних тіл у барабанних млинах
Режими руху подрібнювальних тіл у барабанних млинах

При багатошаровому заповненні барабана млина подрібнювальними тілами у залежності від частоти обертання можливий один з таких швидкісних режимів руху подрібнювальних тіл: каскадний, змішаний, водоспадний, субкритичний і надкритичний (рис.).

## Каскадний режим руху подрібнювальних тіл
Каскадний режим руху подрібнювальних тіл (рис. а) реалізується при малій частоті обертання барабана (0,5 — 0,6 критичної), він характеризується перекочуванням подрібнювальних тіл без їх польоту. При сталому каскадному режимі подрібнювальне середовище повертається на певний кут у бік обертання і залишається в такому положенні. Подрібнювальні тіла безупинно циркулюють усередині барабана по замкнених траєкторіях, вони піднімаються по колових траєкторіях на певну висоту і потім скочуються «каскадом» рівнобіжними шарами вниз. У центральній частині подрібнювального середовища є малорухома зона — «ядро» (кулі заштриховані). Подрібнення матеріалу відбувається роздавлюванням і стиранням. Каскадний режим є найбільш сприятливим для стержневих млинів, тому що при водоспадному і змішаному режимі вільний політ стержнів може привести до їх перекосів і аварійної зупинки млина. Для кульових млинів каскадний режим застосовується при мокрому і сухому подрібненні неміцних матеріалів (при виробництві цементу, підготовці пиловугільного палива та ТЕС, висококонцентрованого водовугільного палива (ВВП) тощо.).

## Змішаний режим руху подрібнювальних тіл
Змішаний режим руху подрібнювальних тіл (рис. б) характеризується поступовим переходом від суто каскадного до суто водоспадного режиму. При цьому зовнішня частина подрібнювальних тіл бере участь у вільному польоті, внутрішня — перекочується усередині барабана по замкнутих траєкторіях. При змішаному режимі у каскадному русі беруть участь також кулі, що розташовані між зовнішніми шарами і малорухомим «ядром». Подрібнення здійснюється ударом, роздавлюванням і стиранням. Такий режим спостерігається при проміжних значеннях частоти обертання барабана (0,6 — 0,76 критичної). Змішаний режим має місце при подрібненні руд у кульових млинах.

## Водоспадний режим руху подрібнювальних тіл
При водоспадному режимі (рис. в) частота обертання барабана складає не менше 0,76 — 0,88 критичної. У цьому випадку основна маса подрібнювальних тіл піднімається по колових траєкторіях на велику висоту, відхиляється від колової траєкторії і падає «водоспадом» по параболічних траєкторіях, потім подрібнювальні тіла знов переходять на колові траєкторії відповідного шару. Подрібнення руди відбувається головним чином у результаті ударів подрібнювальних тіл і частково стиранням і роздавлюванням. Водоспадний режим застосовується у більшості промислових млинів при подрібненні великогрудкових і важкоподрібнюваних матеріалів.

## Критичні режими
Субкритичний режим (рис. г) — частковий випадок водоспадного режиму, який здійснюється при частоті обертання барабана близькій до критичної або рівної їй. При цьому більшу частину циклу подрібнювальні тіла рухаються по коловій траєкторії і висота падіння їх незначна.
Надкритичний режим (рис.д) здійснюється при частоті обертання барабана вище критичної, коли у центрифугування поступово вступають усі шари подрібнювального середовища. Тобто, у момент, коли усі шари подрібнювального середовища починають центрифугувати. Надкритичний режим застосовується при подрібненні в барабанно-валкових млинах.
Усі режими роботи млина пов'язані між собою і можуть переходити один в інший у залежності від зміни умов подрібнення (ступені заповнення подрібнювальними тілами φ, відносної частоти обертання ψ, зносу футеровки, фізико-механічних властивостей матеріалу, густини пульпи і т. д.).

## Номінальні режими роботи барабанних млинів
У барабанних млинах найкраще подрібнення досягається при частотах обертання, що забезпечує максимальне число ударів подрібнювальних тіл по матеріалу, який подрібнюється. При ударному руйнуванні основним параметром є швидкість подрібнювального тіла в точці падіння (швидкість удару). Подрібнення матеріалу ударом відбувається тільки за рахунок прямого удару, що обумовлений швидкістю vп , яка діє по лінії удару, тобто нормально по відношенню до поверхні млина або колової траєкторії, зовнішнього (відносно даного) шару подрібнювальних тіл. Швидкість тіла vt , яка діє у дотичному напрямку, до удару не приводить і сприяє тільки переміщенню подрібнювального тіла вздовж колової траєкторії, при цьому подрібнення може здійснюватись роздавлюванням і стиранням.